# Florine Basque
Pour les articles homonymes, voir Basque.
Florine Basque, née le 17 décembre 1992 à Saint-Pierre de la Réunion (Réunion), est une joueuse française de basket-ball.

## Biographie
Après des clubs au club réunionnais du Tampon en benjamine, une formation, son potentiel est vite remarqué. En septembre 2007, elle quitte à 14 ans son île pour intégrer l'INSEP en région parisienne. Régulièrement meilleure marqueuse de son équipe du centre fédéral, elle est recrutée par le club de Nantes-Rezé après ses trois années de formation.
Pour ses débuts professionnels, elle joue en moyenne neuf minutes par match (17v, 9d, 1,7 pt, 0,4 pd, 0,8 rbd): « Je m’attendais à jouer ce que le coach allait me donner. Il y aura une grosse équipe, l’année prochaine. Mais le coach m’a dit qu’en continuant de travailler, j’avais les capacités pour jouer encore plus. »
Sélectionnée avec l'équipe de France des moins de 19 ans en juillet 2011, elle se blesse au genou, menaçant ainsi l'intégralité de sa saison à venir en club. Son entraîneur en club Laurent Buffard déclare : « Florine est partie en vacances à la Réunion dans sa famille. Elle n'a rien fait pendant un mois. C'est inadmissible pour une joueuse de haut niveau. Sa blessure n'est sûrement pas due au hasard, mais plutôt à un manque d'hygiène de vie. Le professionnalisme, ce n'est pas que les matches. Elle est la première à en subir les conséquences puisqu'elle risque de ne pas jouer pendant une saison. Mais elle pénalise le club aussi. » La saison suivante, elle est transférée en Ligue 2 à RocheVendée. Après une saison en Ligue 2, elle retrouve la LFB avec Saint-Amand.
En novembre 2016, elle donne naissance à son premier enfant.
Elle reprend la compétition avec Aulnoye-Aymeries en Nationale 1 en 2017-2018 puis l'année suivante en Ligue 2.

## Palmarès

### Jeunes
- Médaillée d'argent à l'Euro Juniors en 2009
- Médaillée de bronze à l'Euro Cadettes en 2008
- Médaillée de bronze à l'Euro Junior en 2010

### Club
- Vainqueur du Challenge Round 2011[6]